# Gyrid Olafsdottir
Gyrid Olafsdottir, nazývaná také Gyrithe Olafsdottir, (10. století) byla podle kronikáře Saxa Grammatica rodem švédská princezna a jako manželka Haralda I. dánská královna.

## Život
Manželství Haralda a Gyrid popisuje pouze Saxo Grammaticus. Gyrid podle něj byla dcerou napůl legendárního švédského krále Olofa Björnssona a jeho manželky Ingeborg Thrandsdotter. Podle něj byla sestrou uchazeče o švédský trůn Styrbjörna Silného, který zřejmě chtěl od svého nového švagra získat podporu svých nároků na trůn. Není jisté, které z Haraldových dětí porodila Gyrid a které jeho další manželka Tove Obodritská.